# Димитрис Рингос
Димитриос (Димитрис) Рингос (на гръцки: Δημήτρης Ρίγγος) е гръцки лекар, учен и политик.

## Биография
Роден е в 1940 година в гревенското село Ситарас (Ситово). Рингос служи като номарх (областен управител) на Гревена, директор на отделението за интензивно лечение на болница „Георгиос Папаниколау“ и професор по медицина в Солунския университет „Аристотел“. Рингос е председател на Дружеството на гревенците в Солун и е автор и на няколко книги.
Умира на 19 май 2013 година в болницата „Папаниколау“.
В 2014 година на неговото име е кръстена улица в Гревена.